# Athens (Illinois)
Athens es una ciudad ubicada en el condado de Menard en el estado estadounidense de Illinois. En el Censo de 2010 tenía una población de 1726 habitantes y una densidad poblacional de 454 personas por km².

## Geografía
Athens se encuentra ubicada en las coordenadas 39°57′41″N 89°23′49″O / 39.96139, -89.39694. 

## Demografía
Según la Oficina del Censo en 2000 los ingresos medios por hogar en la localidad eran de $41,20, y los ingresos medios por familia eran $50,27. Los hombres tenían unos ingresos medios de $32,37 frente a los $24,51 para las mujeres. La renta per cápita para la localidad era de $17,98. Alrededor del 6,9% de la población estaban por debajo del umbral de pobreza.